# 1983-as Formula–1 San Marinó-i nagydíj
A San Marinó-i nagydíj volt az 1983-as Formula–1 világbajnokság negyedik futama.

## Futam
| Helyezés | #  | Versenyző          | Csapat/Motor  | Körök | Idő/Kiesés oka | Rajthely | Pontszám |
| -------- | -- | ------------------ | ------------- | ----- | -------------- | -------- | -------- |
| 1        | 27 | Patrick Tambay     | Ferrari       | 60    | 1:37:52,460    | 3        | 9        |
| 2        | 15 | Alain Prost        | Renault       | 60    | + 48,781       | 4        | 6        |
| 3        | 28 | René Arnoux        | Ferrari       | 59    | + 1 kör        | 1        | 4        |
| 4        | 1  | Keke Rosberg       | Williams-Ford | 59    | + 1 kör        | 11       | 3        |
| 5        | 7  | John Watson        | McLaren-Ford  | 59    | + 1 kör        | 24       | 2        |
| 6        | 29 | Marc Surer         | Arrows-Ford   | 59    | + 1 kör        | 12       | 1        |
| 7        | 2  | Jacques Laffite    | Williams-Ford | 59    | + 1 kör        | 16       |          |
| 8        | 30 | Chico Serra        | Arrows-Ford   | 58    | + 2 kör        | 20       |          |
| 9        | 26 | Raul Boesel        | Ligier-Ford   | 58    | + 2 kör        | 25       |          |
| 10       | 23 | Mauro Baldi        | Alfa Romeo    | 57    | Motorhiba      | 10       |          |
| 11       | 9  | Manfred Winkelhock | ATS-BMW       | 57    | + 3 kör        | 7        |          |
| 12       | 12 | Nigel Mansell      | Lotus-Ford    | 56    | Kicsúszás      | 15       |          |
| Kiesett  | 6  | Riccardo Patrese   | Brabham-BMW   | 54    | Kicsúszás      | 5        |          |
| Kiesett  | 22 | Andrea de Cesaris  | Alfa Romeo    | 45    | Gyújtás        | 8        |          |
| Kiesett  | 11 | Elio de Angelis    | Lotus-Renault | 43    | Meghajtás      | 9        |          |
| Kiesett  | 5  | Nelson Piquet      | Brabham-BMW   | 41    | Motorhiba      | 2        |          |
| Kiesett  | 25 | Jean-Pierre Jarier | Ligier-Ford   | 39    | Hűtő           | 19       |          |
| Kiesett  | 4  | Danny Sullivan     | Tyrrell-Ford  | 37    | Ütközés        | 22       |          |
| Kiesett  | 35 | Derek Warwick      | Toleman-Hart  | 27    | Kicsúszás      | 14       |          |
| Kiesett  | 31 | Corrado Fabi       | Osella-Ford   | 20    | Kicsúszás      | 26       |          |
| Kiesett  | 36 | Bruno Giacomelli   | Toleman-Hart  | 20    | Felfüggesztés  | 17       |          |
| Kiesett  | 8  | Niki Lauda         | McLaren-Ford  | 11    | Kicsúszás      | 18       |          |
| Kiesett  | 34 | Johnny Cecotto     | Theodore-Ford | 11    | Kicsúszás      | 23       |          |
| Kiesett  | 3  | Michele Alboreto   | Tyrrell-Ford  | 10    | Ütközés        | 13       |          |
| Kiesett  | 33 | Roberto Guerrero   | Theodore-Ford | 3     | Kicsúszás      | 21       |          |
| Kiesett  | 16 | Eddie Cheever      | Renault       | 1     | Turbó          | 6        |          |
| NK       | 17 | Eliseo Salazar     | RAM-Ford      |       |                |          |          |
| NK       | 32 | Piercarlo Ghinzani | Osella-Ford   |       |                |          |          |

## A világbajnokság élmezőnyének állása a verseny után
| H  | Versenyzők     | Pont | H  | Konstruktőrök | Pont |
| -- | -------------- | ---- | -- | ------------- | ---- |
| 1. | Nelson Piquet  | 15   | 1. | Ferrari       | 22   |
| 2. | Alain Prost    | 15   | 2. | McLaren-Ford  | 21   |
| 3. | Patrick Tambay | 14   | 3. | Renault       | 19   |
| 4. | John Watson    | 11   | 4. | Brabham-BMW   | 15   |
| 5. | Niki Lauda     | 10   | 5. | Williams-Ford | 12   |

## Statisztikák
Vezető helyen:
- René Arnoux: 5 (1-5)
- Riccardo Patrese: 28 (6-33)
- Patrick Tambay: 27 (34-60)

Patrick Tambay 2. győzelme, René Arnoux 15. pole-pozíciója, Riccardo Patrese 3. leggyorsabb köre.
- Ferrari 85. győzelme.